# Un mundo sin fin (serie de televisión)
Un mundo sin fin es una miniserie de televisión de ocho episodios de 2012 basada en la novela homónima de Ken Follett. Es una secuela de la miniserie de 2010 Los pilares de la Tierra, también basada en una novela de Follett. Un mundo sin fin está ambientada 150 años después de Los pilares de la Tierra y narra las experiencias de la ficticia ciudad inglesa de Kingsbridge durante el inicio de la Guerra de los Cien Años y el estallido de la Peste Negra. El reparto está encabezado por Cynthia Nixon, Miranda Richardson, Ben Chaplin, Peter Firth, Charlotte Riley y Tom Weston-Jones. La miniserie varía significativamente de la novela tanto en la trama como en las caracterizaciones.
El rodaje tuvo lugar en Hungría, Eslovaquia y Austria. John Pielmeier adaptó el guion y Michael Caton-Jones dirigió los ocho episodios.

## Argumento
Ambientada en Inglaterra durante el siglo XIV, la serie narra las vidas de los ciudadanos comunes. Eduardo III conduce a la nación a la Guerra de los Cien Años con Francia, mientras que Europa se enfrenta a la Peste Negra. Caris (Charlotte Riley), una mujer visionaria, y su amante Merthin (Tom Weston-Jones) construyen una comunidad que defiende la corona y la iglesia.

## Reparto y personajes
- Ben Chaplin como el Rey Eduardo II/Sir Thomas Langley.
- Charlotte Riley como Caris Wooler.
- Nora von Waldstätten como Gwenda.
- Oliver Jackson-Cohen como Ralph Fitzgerald.
- Rupert Evans como Godwyn.
- Tom Weston-Jones como Merthin Fitzgerald.
- Cynthia Nixon, como Petranilla.
- Tom Cullen como Wulfric.
- Blake Ritson como el Rey Eduardo III.
- Hera Hilmar como Margery.
- Aure Atika como la Reina Isabel.
- Tatiana Maslany como Hermana Mair.
- Miranda Richardson como la Madre Cecilia.
- Peter Firth como el conde Roland.
- Sarah Gadon como Lady Philippa..
- Ian Pirie como Elfric.
- Carlo Rota como Edmund.
- Kostja Ullmann como Holger.
- David Bradley como el Hermano José.
- Caroline Boulton como la Hermana Elizabeth.
- Megan Sigue como Maud.
- Indira Varma como Mattie Wise.
- Dan Cade como Handsome Jim.
- Hannes Jaenicke como Roger Mortimer.

## Producción
Mientras se negociaban los derechos de Los pilares de la Tierra de Ken Follett, Tandem Communicatios también obtuvo un acuerdo para Un mundo sin fin, la secuela de la primera novela. El proyecto fue anunciado en diciembre de 2010. La miniserie fue coproducida por Tándem, Scott Free Productions, la productora canadiense Take 5 Productions y Galafilm. John Pielmeier, que adaptó Los pilares de la Tierra, escribió el guion. Michael Caton-Jones firmó como director en marzo de 2011.
El casting para los papeles principales se completó en junio de 2011, y el rodaje comenzó un mes más tarde en Europa. Las grabaciones tuvieron lugar principalmente en Hungría, donde toda una ciudad medieval fue construida en un recinto de 12.000 m². Las localizaciones adicionales se realizaron en Eslovaquia y Austria.

## Difusión
Un mundo sin fin fue adquirida por Sat.1 en Alemania, Channel 4 en el Reino Unido, Shaw Media en Canadá, Cuatro en España, ORF en Austria, Sky Italia en Italia, DR en Dinamarca y TV2 en Hungría. En los Estados Unidos, Starz, que transmitió Los pilares de la tierra, no pudo llegar a un acuerdo con Tándem para emitir la miniserie. En cambio fue adquirida por ReelzChannel.
En Canadá se estrenó el 4 de septiembre de 2012 en Showcase; y en Australia el 7 de diciembre de 2014, como episodios combinados de 90 minutos en ABC. En los EE. UU. se emitieron cuatro episodios de 2 horas, el primero el 17 de octubre de 2012 en ReelzChannel.
Las ocho horas se dividieron de manera similar en cuatro episodios cuando se emitieron en Italia en Sky Movies entre el 11 de noviembre y el 2 de diciembre de 2012. La serie fue emitida bajo el título de Mondo Senza Fine, con una selección de italiano con audio doblado o el original en inglés.

## Episodios
| # | Título                   | Estreno original         | Estreno en España     | Audiencia |
| --- | ------------------------ | ------------------------ | --------------------- | --------- |
| 1 | «Knight» «Caballero»     | 4 de septiembre de 2012  | 23 de octubre de 2012 | **        |
| El rey Eduardo II ha sido derrotado en batalla por su esposa, la reina Isabel. Ella ordena el arresto de su esposo y corona a su hijo, quien se convierte en Eduardo III. Con la autoridad de la Reina, Sir Roland regresa a Kingsbridge como el nuevo conde de Shiring, arrestando al titular anterior por traición. Roland acepta salvar las vidas de sus dos hijos, Ralph se convierte en su escudero mientras Merthin es aprendiz de Elfric Builder. También arresta a Edmund Wooler, pero la hija del condenado, Caris, y su hermana, Petranilla, compran su libertad. Caris se interesa por las medicinas y aprende de Mattie Wise, la hija del barbero. Un caballero herido, Sir Thomas Langley, se dirige a Kingsbridge, pero tiene un gran secreto que podría significar el final de Kingsbridge. |                          |                          |                       |           |
| 2 | «King» «Rey»             | 11 de septiembre de 2012 | 23 de octubre de 2012 | **        |
| Es el festival anual de primavera en Kingsbridge y muchas personas han viajado a la zona para comerciar. Elfric y Caris están casados, y Caris intenta ser una esposa obediente, pero no ama a su marido. Cuando intenta conseguir trabajo para Merthin, es golpeada por Elfric. Merthin interviene y ambos son expulsados de la casa. Gwenda la sajona es vendida por su padre a un granjero local a cambio de una vaca. Sir Roland está a punto de casarse, y Ralph, ahora su escudero, llama la atención de varias mujeres. Durante el festival, Caris se horroriza cuando su amiga Mattie Wise es acusada de brujería y sentenciada a ser ejecutada. Otra tragedia sucede cuando el puente de Kingsbridge se derrumba, y Petronilla aprovecha una oportunidad para que su hijo Godwyn avance en su carrera. En Londres, el rey Eduardo III toma el control de su madre, la reina Isabel.                     |                          |                          |                       |           |
| 3 | «Prior» «Alfil»          | 18 de septiembre de 2012 | *                     | **        |
| Muchas personas mueren en el colapso del puente, incluidos el padre de Gwenda, Joby, el prior Anthony y Mattie Wise. Sir Roland, sin embargo, es salvado por Ralph y tratado con éxito por Caris usando las técnicas que Mattie le había enseñado. Caris trata de convencer a la Madre Cecilia de construir un hospital donde los enfermos puedan ser tratados adecuadamente. Roland pronto se casa con Lady Marjorie, pero se entera de que ella no es todo lo que esperaba. Con la muerte del prior, el hermano Godwyn hace planes para ser su sucesor. Su principal oposición es Sir Thomas Langley, a quien logra convencer para que no se postule. Merthin gana el contrato para construir el nuevo puente. El Rey ve una señal que lo hace creer que él no es solo el Rey de Inglaterra, sino también el legítimo Rey de Francia.                                                                          |                          |                          |                       |           |
| 4 | «Check» «Jaque»          | 25 de septiembre de 2012 | *                     | **        |
| Godwyn, recién elegido prior, comienza a usar su poder para infligir sus puntos de vista estrictos sobre Kingsbridge. Como prioridad, decide que quiere una casa propia, pero la madre Cecilia decide gastar los fondos en el hospicio propuesto por Caris. Godwyn, decidido a hacer cualquier cosa para salirse con la suya, trama tomar la tierra del convento y despede a Merthin. Cuando acusa a Caris de brujería, la Madre Cecelia solo puede pensar en una forma de salvarla. Merthin se enfrenta a su hermano Ralph cuando los soldados comienzan a robar lana de los mercaderes de Kingsbridge. Ralph comienza a tomar todo lo que quiere y pronto se encuentra en prisión acusado de un crimen atroz. El Rey entra en guerra con Francia, pero está tardando más de lo esperado, y a costa de la vida de muchos soldados. Para reponer su ejército, el Rey ordena recluir prisioneros, incluido Ralph. |                          |                          |                       |           |
| 5 | «Pawns» «Peón»           | 2 de octubre de 2012     | *                     | **        |
| Siete años más tarde Merthin vive en Florencia, donde está casado y tiene un hijo. Caris continúa practicando medicina y se preocupa por el hijo herido de Gwenda. La hermana Meir presencia al hermano Thomas cometiendo un gran pecado, pero después de hablar con Caris, decide no revelarlos. El convento se queda con una suma de dinero, lo que le permitiría a Caris construir su hospicio, pero el prior Godwyn está decidido a hacerse con el dinero. Caris viaja a Francia para buscar ayuda del Rey, que todavía está en guerra. Rodeada de enemigos, la principal preocupación del Rey es encontrar la forma de que sus hombres vuelvan a Inglaterra. |                          |                          |                       |           |
| 6 | «Rook» «Torre»           | 9 de octubre de 2012     | *                     | **        |
| Después de una gran tragedia, Merthin regresa a Kingsbridge. Quiere que Caris se vaya con él, pero ella sabe que abandonar el convento le daría a Godwyn la excusa que necesita para que la ejecuten. Sir Ralph también regresa, ahora es un caballero, pero no es bien recibido por el Conde de Shiring. También es rechazado por Phillippa, quien lo ve como un violador convicto. Gwenda y Wulfric apenas pueden subsistir, pero Ralph, como su nuevo señor, se niega a ayudar. La plaga llega a la aldea y muchos mueren. Caris atiende a los enfermos, pero el prior Godwyn huye con los otros monjes; solo Sir Thomas se queda para atender a los enfermos. La plaga le da a Petranilla una oportunidad de venganza. |                          |                          |                       |           |
| 7 | «Queen» «Reina»          | 16 de octubre de 2012    | *                     | **        |
| Caris, Merthin, el Hermano Matthias y el Hermano Thomas parten en busca del prior Godwyn para reclamar el tesoro del priorato. Al encontrarlo se percatan que ha perdido al ver que sus compañeros monjes mueren a su alrededor. El Rey envía a su hija a casarse en España, pero se rompe el corazón al enterarse de que ella también murió de peste. La reina regresa del exilio para llorar a su nieta. Caris ofrece a cualquier campesino un salario justo si van a cultivar la tierra en barbecho alrededor del priorato. Gwenda y su familia están atados al señor de Shiring, pero decide huir para aceptar la oferta de Caris. Sir Ralph descubre la verdad acerca de su nacimiento y monta en cólera cuando algunos de sus campesinos hacen una revuelta. Petranilla continúa maquinando para que su familia prospere.                                                                                  |                          |                          |                       |           |
| 8 | «Checkmate» «Jaque Mate» | 23 de octubre de 2012    | *                     | **        |
| Caris y Merthin deciden que no tienen futuro en Kingsbridge y planean irse juntos. El hermano Thomas revela su verdadera identidad y emite un documento que pone fin al control del priorato sobre Kingsbridge. Godwyn actúa rápidamente para administrar la sentencia de muerte impuesta a Caris ahora que ella ha dejado la Iglesia. Wulfric y Gwenda deciden continuar su batalla contra la tiranía, incluso si eso significa renunciar a sus vidas. El rey Eduardo III, sabiendo que su trono está en peligro, decide liderar a su ejército personalmente y detener el levantamiento. |                          |                          |                       |           |

## Lanzamiento de DVD y Blu-ray
Un mundo Sin Fin fue lanzado por Sony Pictures Home Entertainment el 4 de diciembre de 2012 en formatos DVD y Disco Blu-ray. Los dos discos contienen el material adicional "The Making Of Ken Follett's World Without End".